# Raión de Zubtsov
El raión de Zubtsov (ruso: Зубцо́вский райо́н) es un distrito administrativo (raión) ruso perteneciente a la óblast de Tver. Su forma de autogobierno local es desde 2022 la de ókrug municipal (Зубцо́вский муниципальный округ), albergando su territorio un único ayuntamiento con sede en la capital distrital homónima. Se ubica en el sur de la óblast.
En 2021, el raión tenía una población de 14 470 habitantes, de los cuales 6217 vivían en la ciudad de Zubtsov. Los otros ocho mil habitantes se reparten en 272 localidades rurales, de las cuales las más pobladas son Pogoréloye Gorodishche (de unos mil trescientos habitantes), Kniazhyi Gory (de casi mil habitantes), Borki, Shchekóldino, Dorozháyevo, Nikólskoye y Vajnovo (estas cinco últimas de algo más de trescientos habitantes cada una).
El raión es limítrofe al sur con la vecina óblast de Smolensk, y al este con la vecina óblast de Moscú.